# ماجرای بازنده‌ها
ماجرای بازنده‌ها (انگلیسی: History of Scruffiness؛‏ کره‌ای: 찌질의 역사) مجموعه تلویزیونی محصول کره جنوبی سال ۲۰۲۵ در ژانر کمدی رمانتیک به نویسندگی کیم پونگ، به کارگردانی کیم سونگ هون و با بازی جو بیونگ کیو، ریو اون، جونگ جه کوانگ و جونگ یونگ جو است. این مجموعه بر پایه وب‌تون ناور با همین نام به نویسندگی کیم چونگ و تصویرگری شیم یون سو است. این مجموعه از ۲۶ فوریه تا ۱۹ مارس ۲۰۲۵، چهارشنبه‌ها ساعت ۱۱:۰۰ (کی‌اس‌تی) از ویو پخش شد.

## خلاصه داستان
این مجموعه به روایت رشد و بلوغ چهار پسر بیست ساله از مسیر تجربه‌های عاشقانه و جدایی می‌پردازد.

## بازیگران

### اصلی
- جو بیونگ کیو در نقش سو مین کی[۶]
- ریو اون در نقش نو جون سوک[۷]
- جونگ جه کوانگ در نقش کوان کی هیوک[۸]
- جونگ یونگ جو در نقش لی کوانگ جه[۹]

### مکمل
- سونگ ها یون در نقش یون سول ها[۱۰]
- بانگ مین آه در نقش کوان سول ها[۱۱]
- هوانگ بوروم‌بیول در نقش چوی هی سون[۱۲]
- جو یون سو در نقش سو جو یون[۱۳]
- جونگ شین هه در نقش کیم چه یونگ[۱۴]
- لی مین جی در نقش اوه یون جونگ[۱۵]